# Bibliothèque municipale de Laval
Les bibliothèques municipales de Laval sont réparties en plusieurs sites à travers la ville de Laval : la bibliothèque Albert-Legendre (centre-ville) et la médiathèque de Saint-Nicolas (route de Tours). 
La bibliothèque du centre-ville est nommée Albert Legendre en 1995 en l'honneur d'un professeur et élu lavallois, qui avait porté le projet de sa création en 1978. Elle possède un fonds patrimonial comprenant des incunables, des manuscrits, 40 000 livres anciens, des périodiques, des cartes postales, des gravures et des œuvres associés aux personnages historiques locaux, comme une généalogie des comtes de Laval et des œuvres d'Ambroise Paré et d'Alfred Jarry dans leur version originale.

## Historique
Comme la majorité des bibliothèques municipales, celle de Laval trouve son origine dans les confiscations révolutionnaires. La création de la bibliothèque municipale de Laval remonte au décret du 2 novembre 1789 qui « met à la disposition de la Nation »  tous les biens meubles et immeubles appartenant aux communautés ecclésiastiques et enseignantes.

## Les Capucins de Laval et Mayenne
Le couvent des Capucins établi à Laval possédait une riche bibliothèque qui devait former le fonds primitif de la bibliothèque.
Les Capucins avaient fait construire, en 1709, un bâtiment destiné à recevoir la bibliothèque. René Hardy de Lévaré en pose la première pierre. Leur bibliothèque était considérable et composée des meilleurs ouvrages de théologie, indépendamment de beaucoup de livres d'histoire et de littérature. Cette précieuse collection fut presque entièrement dispersée pendant la Révolution française ; cependant il en échappa une partie qui furent transportés à l'École centrale de Laval, et qui ont servi plus tard à former le fonds de la Bibliothèque de Laval.
L'inventaire effectué en 1790 de l'église des Capucins de Mayenne indique 2 558 volumes. Ils restent en dépôt au couvent jusqu'en 1797. Il y est ajouté des livres d'origine diverses, de l'abbaye de Fontaine-Daniel, du couvent du Calvaire de Mayenne et des habitations des émigrés. Cette précieuse collection fut presque entièrement dispersée pendant la Révolution française ; cependant il en échappa une partie qui furent transportés à l'École centrale de Laval, et qui ont servi plus tard à compléter le fonds de la bibliothèque.

## Les Ursulines
Le bâtiment du monastère des Ursulines de Laval fut après la Révolution française et dès le XIXe siècle, consacré à l'instruction publique.
Cet établissement accueille tout d'abord les élèves du collège de la rue Renaise, devenu trop petit. D’école centrale, il devient école secondaire en 1804. Il accueille à partir de 1795 la bibliothèque.

## Saint-Tugal
La première école laïque de Laval est élevée en 1834-1835 à l'emplacement de la collégiale Saint-Tugal de Laval. L'école est ensuite transformée en 1839 en bibliothèque municipale puis en atelier public de sculpture.

## Bibliothécaires
- Joseph Laban (1796-1806) et Louis-Julien Létard, adjoint
- Charles-François Dorlodot (1807-1810)
- Louis-François de Bigault d'Harcourt (1810-1816)
- Pierre-Jacques Triquerie (1816-1820)
- Jacques-Ambroise Duchemin de Villiers (1820-1822)
- Nicolas Picot (1822-1825)
- Lemarchand
- De Sance
- Hippolyte Le Tissier[2]  (1833-1883)
- Daniel Oehlert (1883-1894)
- Olivier Chiron[3]
- Morice (1889-?)
- Le Hir
- Bernard Joseph Cahour (1906-1942)
- René Hiret (1942-1973)
- Yves Le Roch (1973-1994)
- Olivier Michaud (1995-2017)
- Dominique Remande (2018-2021)
- Maël Rannou (2021[4])
- Noémie Szejnmann (2022- )-[5]